# Franz Mützeltin
Franz Mützeltin, auch Mutzeltin (* 1518/1519 in Lüneburg; † 25. Mai 1594 in Wolfenbüttel), war ein deutscher Staatsmann zur Zeit der Reformation.

## Leben
Mützeltin stammte aus einer Lüneburger Patrizierfamilie. Sein Vater Thomas war Stadtsekretär, seine Mutter Hilleke (geborene von Möhlen) die letzte Erbin des Geschlechts von der Möhlen. Er studierte um 1533 Rechtswissenschaften in Wittenberg. Das Studium schloss er als Lizentiat der Rechte ab.
1548 trat er in den Dienst Herzog Heinrichs des Jüngeren zu Braunschweig und Lüneburg ein und war von 1553 bis 1545 als Kanzler in Wolfenbüttel tätig. Er verlor etwa 1558 das Vertrauen des Herzogs, weil er auch für andere Fürsten schrieb, darunter Heinrichs Sohn Herzog Julius, zu dem damals ein sehr gespanntes Verhältnis bestand.
1565 wurde Mützeltin Kanzler des Fürstbischofs von Hildesheim und heiratete dort Margarete (geborene von Gremsleben), die Witwe seines Vorgängers, des Kanzlers Johann von Stopler (* ca. 1495/1500; † 27. November 1553). Als Herzog Julius 1568 in Braunschweig-Wolfenbüttel zur Regierung gelangte, berief er Mützeltin als Rat, ohne dass er seine Stellung in Hildesheim aufgab. So war er gleichzeitig Kanzler eines katholischen Bischofs und als Rat eines evangelischen Fürsten mit der Einführung der Reformation befasst.
1573 gab er die Stellung in Hildesheim auf und war als Nachfolger des in den Ruhestand getretenen Kanzlers Joachim Mynsinger von Frundeck umfassend an den zahlreichen staatlichen und kirchlichen Reformen des Herzogs Julius beteiligt. Aus Gesundheitsgründen zog er sich allmählich von den Geschäften zurück und überließ sie ab 1588 allmählich Johann von Jagemann.